# Bettina Emmerling

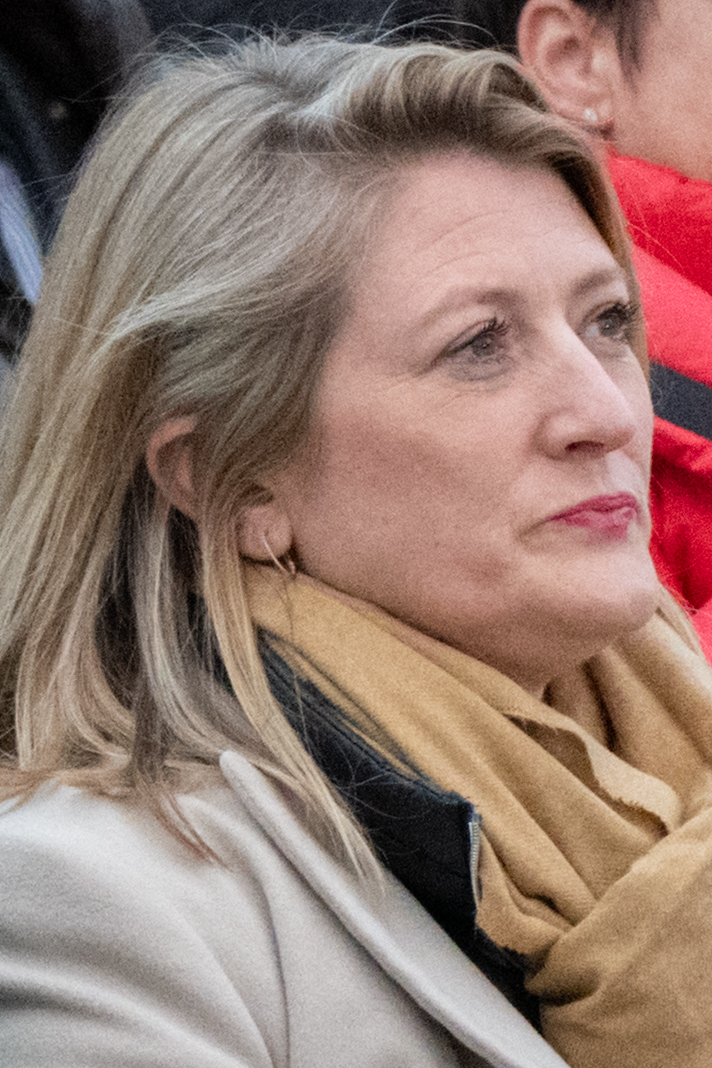
Bettina Emmerling (2025)

Bettina Emmerling (* 5. März 1980 in Wolfsberg) ist eine österreichische Politikerin (NEOS). Sie war von 2015 bis 2025 Abgeordnete zum Wiener Landtag und Mitglied des Wiener Gemeinderats. Seit dem 7. März 2025 ist sie Vizebürgermeisterin der Stadt Wien sowie Stadträtin für Bildung, Jugend, Integration und Transparenz in Landesregierung und Stadtsenat Ludwig II. In Landesregierung und Stadtsenat Ludwig III übernahm sie ab dem 10. Juni 2025 zusätzlich die Zuständigkeit für die Wiener Märkte.

## Leben
Emmerling legte 1999 die Matura am Ingeborg-Bachmann-Gymnasium in Klagenfurt ab und studierte zwischen 1999 und 2005 Umweltsystemwissenschaften an der Universität Graz. Ihr Studium schloss sie mit dem Magistergrad ab. Sie absolvierte 2004 ein Erasmus-Auslandssemester an der Universität Bratislava und besuchte zwischen 2006 und 2007 den postgradualen Lehrgang „Management und Umwelt“ (MSc.) in St. Pölten. Daneben absolvierte sie Praktika in den Branchen Telekommunikation, Consulting und öffentliche Verwaltung. Emmerling ist seit Mai 2005 Projektleiterin für Verkehr und Mobilität bei der Österreichischen Energieagentur in den Bereichen Studien und Expertise für Entscheidungsträger aus Wirtschaft und Politik sowie im Bereich Evaluierung und Maßnahmenentwicklung für Klimaschutzprogramme.
Emmerling engagierte sich ab Dezember 2013 bei den NEOS in Wien-Döbling sowie im Wahlkampf zur Europawahl 2014 und wurde im Februar 2014 Themengruppenleiterin Verkehr der NEOS in Wien. Im Juni 2014 übernahm sie die Funktion der Bezirkskoordinatorin Döbling. Sie kandidierte auf dem dritten Platz der Landesliste der NEOS bei der Landtags- und Gemeinderatswahl in Wien 2015 und war Listenerste in den Wahlkreisen Simmering, Meidling, Hietzing und Döbling. Am 24. November 2015 wurde sie als Landtagsabgeordnete bzw. Gemeinderätin angelobt. In der Folge wurde sie stellvertretende Klubvorsitzende und ist Frauensprecherin, Verkehrssprecherin, Umweltsprecherin, Tierschutzsprecherin und Landwirtschaftssprecherin des NEOS-Klubs.
Zu Beginn der 21. Wahlperiode wurde sie als Nachfolgerin von Christoph Wiederkehr zur Klubobfrau gewählt, Stellvertreter wurden Markus Ornig und Stefan Gara. Nach dem Wechsel von Christoph Wiederkehr in die Bundesregierung Stocker mit 3. März 2025 folgte ihm Emmerling als Bildungsstadträtin und Vizebürgermeisterin in Landesregierung und Stadtsenat Ludwig II nach. Als Klubchefin folgte ihr Selma Arapović nach. Am 7. März 2025 wurde sie als Stadträtin angelobt, ihr Landtagsmandat ging an Karim Rihan.
Emmerling ist Mutter zweier Kinder.